# 大原ますみ
大原 ますみ（おおはら ますみ、本名：蝦原 理代子（）、1942年11月17日 - ）は、東京都出身の女優である。元宝塚歌劇団雪組・星組主演娘役スターである。
公称身長161cm。宝塚歌劇団時代の愛称はエビちゃん。宝塚歌劇団に入団したときの芸名は八方 まつみであった。

## 来歴・人物
1964年、宝塚歌劇団に入団する。入団時の成績は58人中2位（娘役だと首席）。雪組公演『花のふるさと物語』で初舞台を踏む。
50期生。同期に女優の鳳蘭（元星組主演男役）、同じく女優の汀夏子（元雪組主演男役）、朝みち子（1986年 - 1990年に月組組長）、元政治家でタレントの但馬久美（1983年 - 1986年に花組組長）、竹生沙由里（元花組主演娘役）らがいる。
1965年3月20日に雪組配属。
1966年9月29日、芸名を「八方まつみ」から「大原ますみ」に変更。
1967年、『紫式部』で初ヒロイン。NHKの『新日本紀行』で新人娘役として放映される。
1968年、雪組主演娘役を務める。
1970年、星組に組替えし、同組主演娘役を務める。1974年まで鳳蘭、安奈淳とともにゴールデントリオと言われた。同年、『ジプシー伯爵』に出演。
1971年、『星の牧場』、『いのちある限り』、『ノバ・ボサ・ノバ』、『我が愛は山の彼方に』（万姫 役）に出演。
1972年、『さすらいの青春』（ソルベーグ 役）、『花の若武者』に出演。
1973年、『ラ・ラ・ファンタシーク』に出演し、同年、花組特別出演で『この恋は雲の涯まで』に甲にしきの相手役として出演。
1974年、東京宝塚劇場公演『虞美人』（虞美人 役）を最後に6月30日付で宝塚を退団。
1985年、勉強のためニューヨーク滞在。その後、一人芝居三部作『ビラは降る』で文化庁芸術祭賞受賞。
2005年、『ヤンレツル三部作』で日本およびチェコ（プラハ他5カ所）で公演し成功をおさめる。

## 出演作品

### 宝塚歌劇団時代の舞台
- 『花のふるさと物語』（雪組）（1964年3月27日 - 5月5日、宝塚大劇場）※初舞台
- 『春風とバイオリン』（雪組）（1966年4月28日 - 5月31日、宝塚大劇場） - 新人公演：ロッテ（本役：安芸ひろみ）
- 『紫式部』（雪組）（1966年10月1日 - 10月27日、宝塚大劇場）※初ヒロイン
- 『忘れじの歌』（雪組）（1967年3月2日 - 3月23日、宝塚大劇場） - スーザン／メルバ（加茂さくらとのダブルキャスト）
- 『トリスタンとイゾルデ』（雪組）（1968年6月29日 - 7月29日、宝塚大劇場） - 新人公演：イゾルデ（本役：加茂さくら）
- 『一寸法師』『タカラヅカ'68』（雪組）（1968年12月3日 - 12月26日、宝塚大劇場）
- 『ハムレット』（雪組）（1969年2月1日 - 2月27日、宝塚大劇場） - オフィーリア 役
- 『回転木馬』（雪組）（1969年5月31日 - 7月3日、宝塚大劇場） - ジュリー・ジョーダン 役
- 『能登の恋歌』『ラブ・パレード』（雪組）（1969年10月2日 - 10月29日、宝塚大劇場）※交通事故による怪我で休演し、摩耶明美が代役で出演。その後、最後の一週間だけ出演した。
- 『タカラヅカEXPO'70』第1部「四季の踊り絵巻」・第2部「ハロー!タカラヅカ」（雪組）（1970年3月14日 - 4月14日、宝塚大劇場）
- 『春ふたたび』『フォリー・タカラジェンヌ』（雪組）（1970年5月28日 - 7月1日、宝塚大劇場）
- 『僕は君』『ザ・ビッグ・ワン』（星組）（1970年8月1日 - 8月31日、宝塚大劇場）
- 『ジプシー伯爵』『恋人たち』（星組）（1970年12月2日 - 12月20日、宝塚大劇場）
- 『星の牧場』『オー!ビューティフル』（星組）（1971年1月30日 - 2月25日、宝塚大劇場）
- 『いのちある限り』『ノバ・ボサ・ノバ』（星組）（1971年5月29日 - 6月29日、宝塚大劇場）
- 『我が愛は山の彼方に』『マイ・ブロードウェイ』（星組）（1971年8月27日 - 9月28日、宝塚大劇場） - 万姫 役（『我が愛は山の彼方に』）
- 『いつの日か逢わん』（星組）（1972年1月1日 - 1月27日、宝塚大劇場）※途中休演のため、沢かをりが代役を務めた。
- 『さすらいの青春』（星組）（1972年7月1日 - 7月27日、宝塚大劇場） - ソルベーグ 役
- 『花の若武者 -弁慶と牛若-』（星組）（1972年11月2日 - 11月30日、宝塚大劇場）
- 『ミルテの花 -クララ　シューマンの恋-』、『シャイニング・ナウ!』（全組合同）（1972年12月2日 - 12月12日、宝塚大劇場）
- 『花かげろう』『ラ・ラ・ファンタシーク -あなたに宝石を-』（星組）（1973年3月24日 - 4月25日、宝塚大劇場）
- 『この恋は雲の涯まで』（花組）（1973年7月28日 - 8月28日、宝塚大劇場） - 静御前 役
- 『この恋は雲の涯まで』（星組）（1973年8月29日 - 9月27日、宝塚大劇場） - 静御前 役
- 『ゴールデン・サウンド』（星組）（1973年12月5日 - 12月23日、宝塚大劇場）
- 『虞美人』（星、花組）（1974年3月23日 - 4月25日、宝塚大劇場） - 虞美人 役 ※退団公演

### 宝塚歌劇団退団後の舞台
- 『この子たちの夏』
- 『屋根の上のヴァイオリン弾き』（1976年 - 1978年） - チャヴァ 役
- 『シンデレラ』
- 『風と共に去りぬ』
- 『アルゴはじめての冒険』（小椋佳・作）
- 『カルメン』（地人会）
- 『Japan Night』（ラスベガス）
- 『ジョセフィン』（地人会）
- 『シェルブールの雨傘』
- 『慕情』
- 『「おふくろ」「花子」- 母二題 -』（1995年）

### テレビ番組

#### テレビドラマ
- あこがれ雲 （1975年、KTV）
- 伝七捕物帳 （NTV）
  - 第73話「母恋い怨み花」（1975年） - お光
  - 第117話「紫房の十手が許さねえ!」（1976年） - お秀
- 月曜ワイド劇場「悪女の手記　硫酸を浴びせた女の悲しい愛」（1987年12月20日、ANB）
- 土曜ワイド劇場（ANB）
  - 実年素人探偵とおんな秘書の名推理5・北陸加賀温泉お見合いツアー殺人事件（1989年12月23日）
  - 森村誠一の背徳の詩集・愛人、重役秘書、社長令嬢…野望の男の華麗な綱渡り（1992年6月6日）
- 続続・三匹が斬る! 第15話「五木の里、つむじ風吹く女人屋敷」（1990年、ANB / 東映） - お万の方
- 暴れん坊将軍III 第109話「この子どこの子め組の子」（1990年、ANB / 東映） - おたき
- 命ささえて（1993年、TBS）
- 月曜ドラマスペシャル「湯けむり仲居純情日記2」（1993年11月1日、TBS）
- 名奉行 遠山の金さん 第6シリーズ 第1話「（秘）大奥女中謎の死」（1994年6月9日、ANB） - お島
- 火曜サスペンス劇場 （NTV）
  - 小京都ミステリー20　肥後人吉殺人事件（1997年7月1日）
  - 1997年殺人捜査（1997年12月30日） - 島崎美由紀

#### その他のテレビ番組
- BS1スペシャル「女優たちの終わらない夏・終われない夏」（NHKBS1、2019年11月10日）